# Clovenfords
Clovenfords est un village dans les Scottish Borders, en Écosse.